# Club sportif Marseille Provence Handball
Ne doit pas être confondu avec Stade Marseillais Université Club (handball) ou Olympique de Marseille Vitrolles.
Maillots
Dernière mise à jour : 4 juillet 2021.
Le Club sportif Marseille Provence Handball est un club de handball français installé à Marseille depuis sa création en 1961.

## Histoire
Le Cercle sportif du ministère du travail (CSMT) est fondé en juin 1956, avec des activités de volley-ball et de tennis de table.
La section handball est fondée en 1961-1962 par André Rebillet, à la suite de la dissolution de la section handball de l'Olympique de Marseille,.
Le club est renommé le  Cercle sportif méditerranéen du Roucas Blanc (CSMT-RB) en 1978 et a connu une section volley-ball dans les années 1980.
Le CSMT est basé au Complexe sportif Vallier jusque dans les années 1980 où il s'implante au gymnase Bois Luzy dans le 12e arrondissement. 
La section féminine de handball connaît son apogée lorsqu'elle devient championne de France de Nationale 1 (D3) en 1998 ; elle accède sportivement en deuxième division mais n'a pas la surface financière pour assumer la montée, entraînant sa dissolution.
La section masculine accède en Nationale 3 en 1995-1996. 
Le CSMT devient le  Club sportif Marseille Provence Handball le 24 novembre 2000. En 2010, le CSMP est sacré champion de France de Nationale 3.

## Palmarès

### Handball masculin
- Champion de France de Nationale 3 en 2010

### Handball féminin
- Champion de France de Nationale 1 en 1998

Ancien logo jusqu'en 2023

## Personnalités du club

### Présidents du club
Les présidents du club (ou de la section handball lors de sa période omnisports) sont : 
- 1961-1995 : André Rebillet
- 1995-1998 : Régis Mercier
- 1998-2000 : Marianne Mezel
- 2000-2002 : René Maupas
- 2002-2003 : Michel Rossi
- 2003-2018 : Krikor Bozoulkian
- 2019-2024 : Margaux Sarkissian
- Depuis le 31 Mai 2024 : Christophe Rolin

Robert Vigouroux est président du club omnisports en 1981.

Ancien logo

### Entraîneurs de la section masculine
Les entraîneurs de l'équipe première de la section masculine sont :
- 1994-1995 : Đorđe Lekić
- 1995-1997 : Didier de Samie
- 1997-1998 : Themi Agostini
- 1998-2006 : Gilbert Keller
- 2006-2008 : Frédéric Perin
- 2008-2011 : Abdel Boudaouch
- 2011-2012 : Jean-Christophe Daoudou
- 2012 : Paco Sabatier
- 2012-2023 : Frédéric Perin
- Depuis 2023 : Abdel Boudaouch

## Bilan saison par saison

### Handball masculin
| Saison    | Division         | Classement/Tour final         | Coupe de France    |
| --------- | ---------------- | ----------------------------- | ------------------ |
| 1963-1964 | Excellence (D2)  | Poule B                       | pas de compétition |
| 1964-1965 | Excellence (D2)  | 1er Poule A, 1/4 de finale    | pas de compétition |
| 1965-1966 | Nationale (D1)   | 8e Poule Sud Perdant barrages | pas de compétition |
| 1966-1967 | Excellence (D2)  | 6e Poule E                    | pas de compétition |
| 1967-1968 | Excellence (D2)  | Poule D                       | pas de compétition |
| 1968-1969 | Excellence (D3)  | 4e Poule C                    | pas de compétition |
| 1969-1970 | Excellence (D3)  | ?                             | pas de compétition |
| 1970-1971 | Excellence (D3)  | Poule E                       | pas de compétition |
| ...       |                  |                               |                    |
| 2004-2005 |                  |                               | 16e de finale      |
| ...       |                  |                               |                    |
| 2009-2010 | Nationale 3 (D5) | Champion                      |                    |

- Promotion en division supérieure
- Relégation en division inférieure

### Handball féminin
| Saison    | Division                  | Classement/Tour final |
| --------- | ------------------------- | --------------------- |
| 1963-1964 | Excellence (D2)           | Poule A               |
| ...       |                           |                       |
| 1990-1991 | Nationale 2 (D3)          |                       |
| 1991-1992 | Nationale 1B (D2)         | Poule 2               |
| 1992-1993 | Nationale 1B (D2)         | 3e Poule 2            |
| 1993-1994 | Nationale 1 fédérale (D2) | Poule 2               |
| 1995-1996 | Nationale 1B (D2)         | Poule 2               |
| ...       |                           |                       |
| 1997-1998 | Nationale 1 (D3)          | Champion              |
| 1998-1999 | Division 2 (D2)           | ?                     |

- Promotion en division supérieure
- Relégation en division inférieure